# 塔里凯雷
塔里凯雷（Tarikere），是印度卡纳塔克邦Chikmagalur县的一个城镇。总人口34073（2001年）。

## 人口
该地2001年总人口34073人，其中男性17312人，女性16761人；0—6岁人口3855人，其中男1958人，女1897人；识字率67.85%，其中男性为73.18%，女性为62.35%。